# مكثف كهرلي

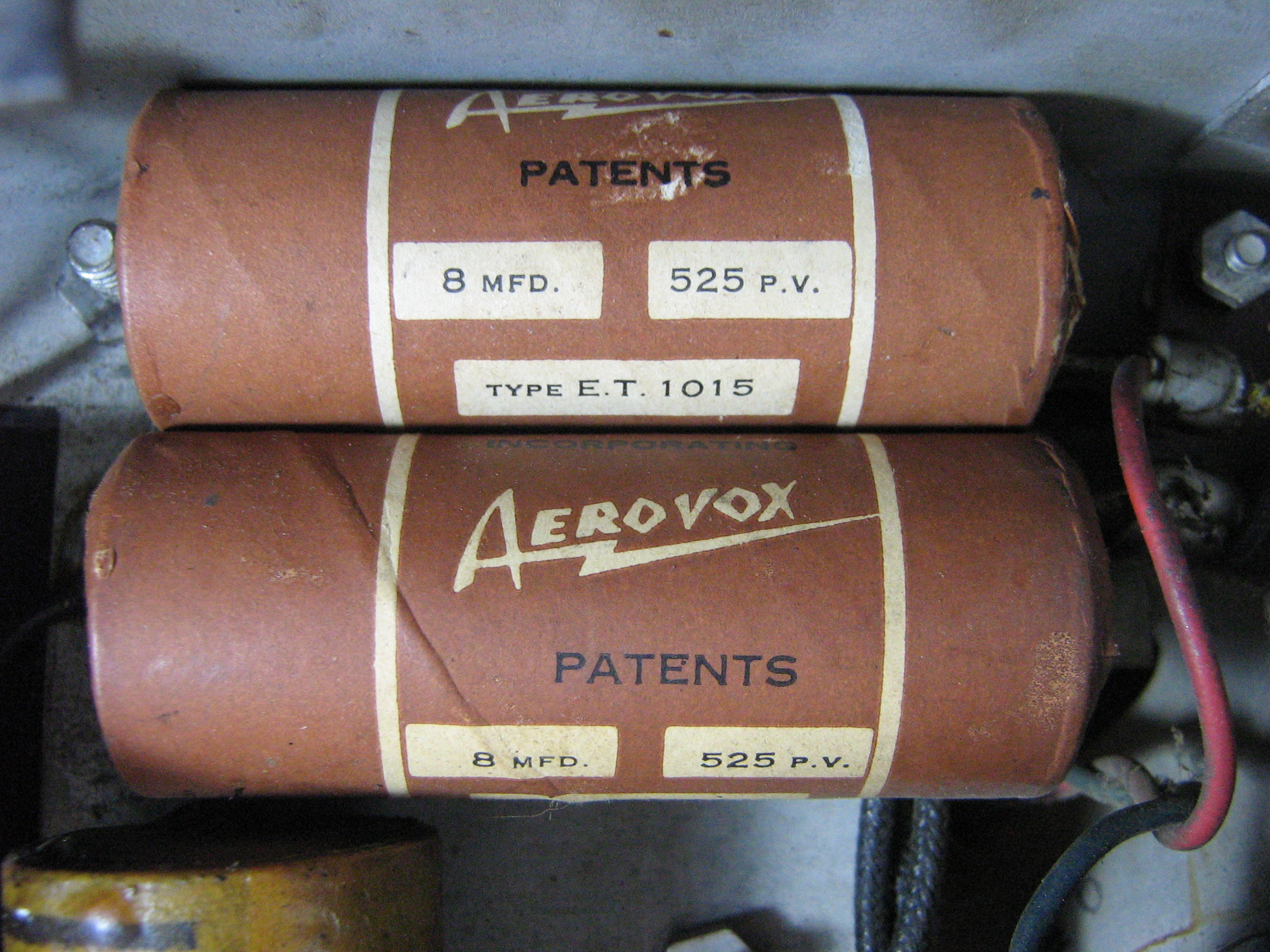
مكثف كهرلي كان يستخدم في الردايوهات القديمة

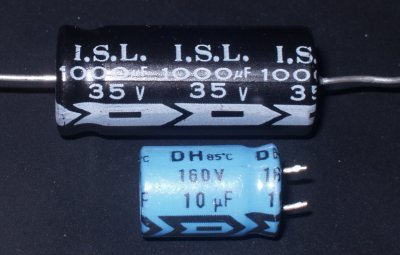
مكثفات كهرلية حديثة

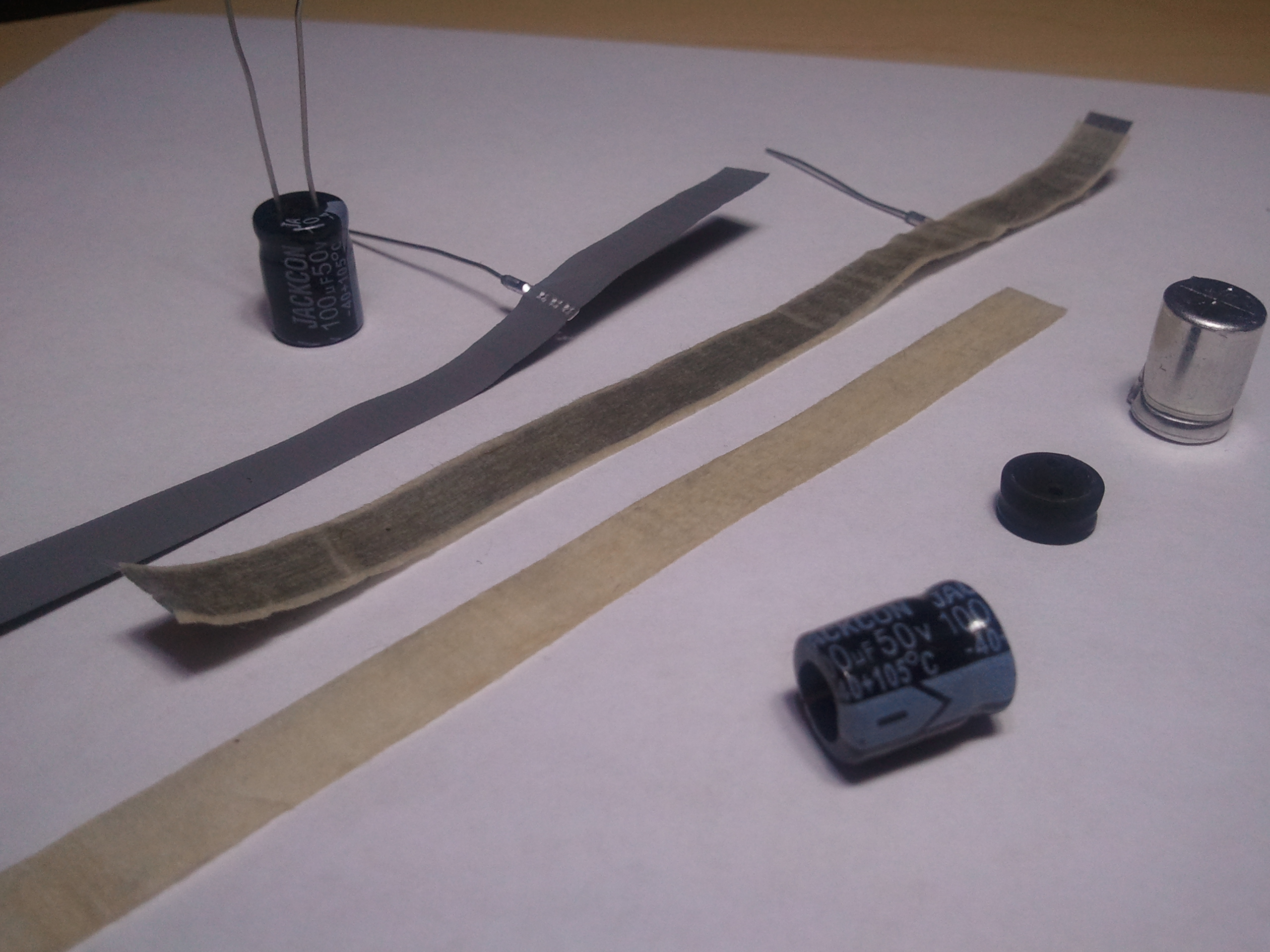
مكثف كهرلي 100 uF مفكك

المكثف الكهرلي أو المكثف الكيماوي أو الإلكتروليتي هو مكثف تستخدم فيه مادة كيميائية كهرل كمادة عازلة لتحقيق قدر كبير من التكثيف الكهربائي وهو ذا قطبية مثل الدايود عكس مكثف خزفي كذلك أحد علامات تلفه أن ينتفخ من أعلى أو من أسفل، أو وجود المادة الكيميائية التي بداخله متسربة على جسده من الخارج .